# Paweł Bryliński

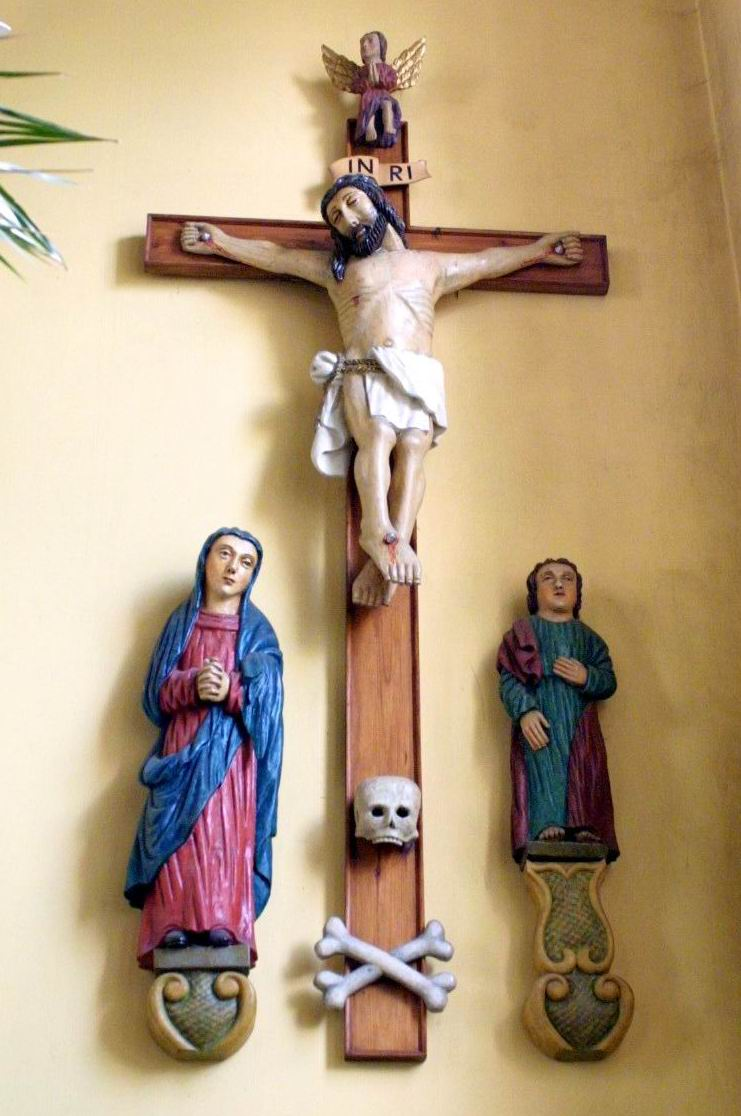
Fragmenty krzyża z Gliśnicy w kościele w Odolanowie

Paweł Bryliński (ur. 21 czerwca 1814 w Wieruszowie, zm. 18 kwietnia 1890 w Masanowie k. Ostrowa Wlkp.) – polski rzeźbiarz ludowy związany z Wielkopolską. 

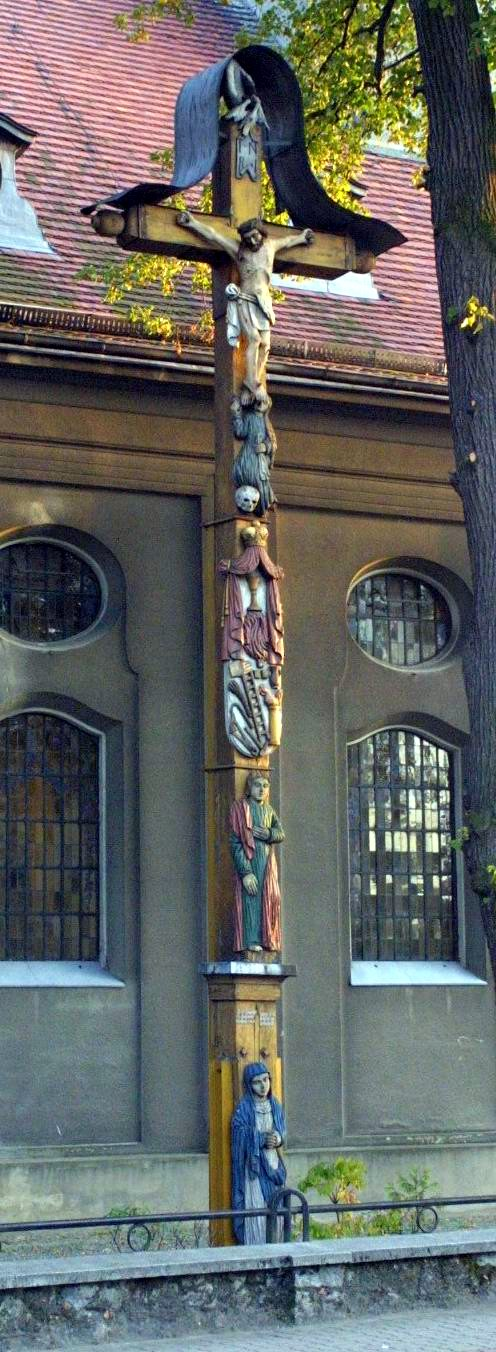
Krzyż w Mikstacie

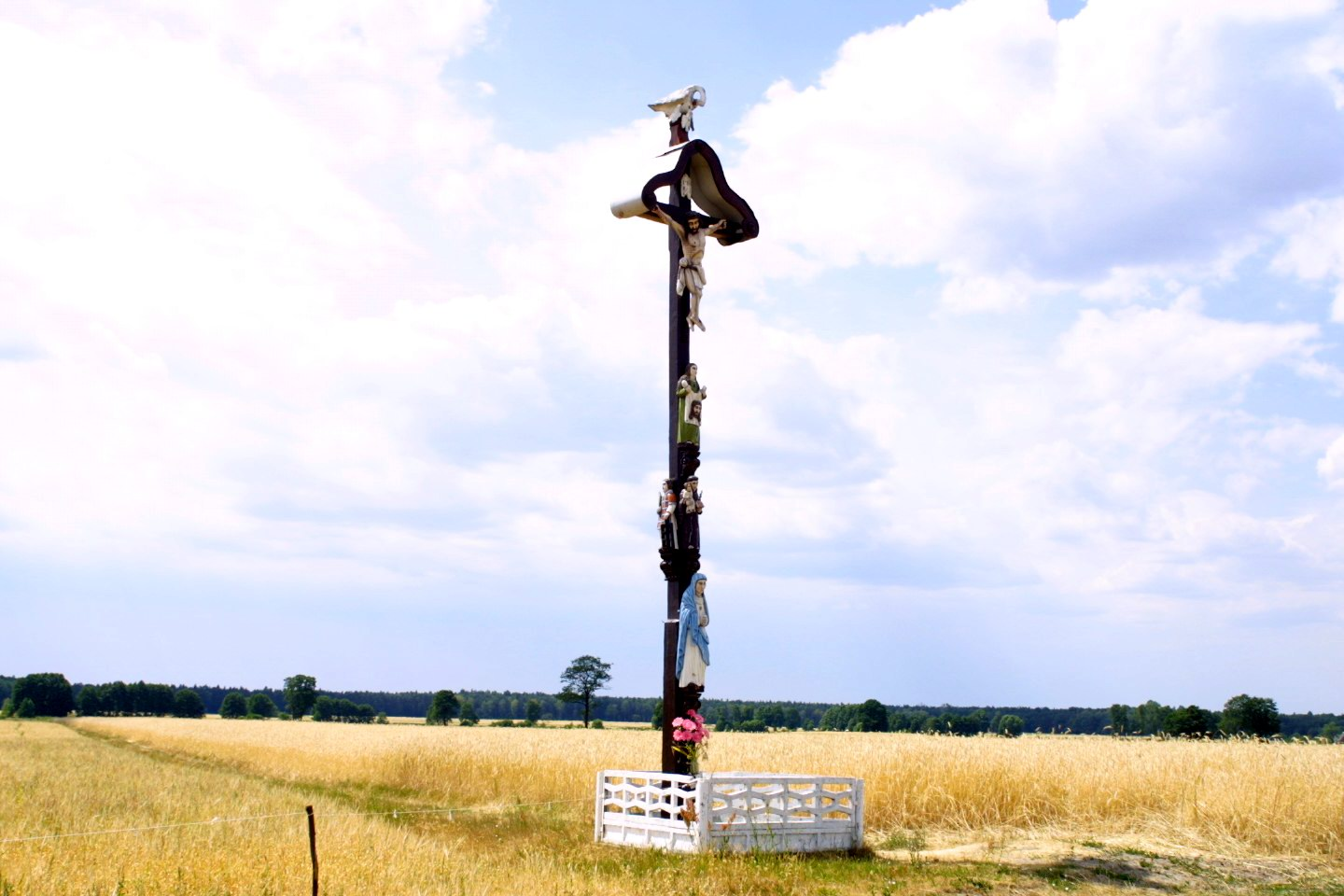
Krzyż w Nabyszycach

Pejzaż Wielkopolski kojarzy się raczej z zasobnymi wsiami i zagospodarowanymi polami niż z zarezerwowanym w powszechnej świadomości dla Podkarpacia, czy Podlasia widokiem urokliwych świątków, krzyży i kapliczek zdobiących pola, rozstaje dróg lub mostki. Tymczasem można tu spotkać, zwłaszcza w południowej części regionu, rzeźby o wysokich walorach artystycznych. Wyjątkowym zjawiskiem są powszechne w trójkącie pomiędzy miastami Krotoszyn, Kalisz, Ostrzeszów wysokie, przekraczające nawet dziesięć metrów, krzyże i słupy przydrożne zdobione kilkoma, a nieraz kilkunastoma płaskorzeźbami lub rzeźbami. Taka forma krzyży znana tu była już w XVIII wieku. Nawiązali do niej i rozwinęli, każdy w swoim niepowtarzalnym stylu, dwaj dziewiętnastowieczni rzeźbiarze ludowi – Paweł Bryliński i Franciszek Nowak.

## Życiorys
Paweł Bryliński urodził się 21 czerwca 1814 w leżącym na pograniczu Małopolski i Wielkopolski Wieruszowie w rodzinie rzemieślniczej. Jako rzeźbiarz był prawdopodobnie samoukiem, chociaż istnieje przepuszczenie, że rozwijał swój talent pod okiem wuja, wieruszowskiego snycerza. W 1835 roku Brylińscy przeprowadzili się do Wielowsi Klasztornej, a później do niedalekiego Masanowa. W promieniu do kilkudziesięciu kilometrów od tej miejscowości Paweł Bryliński pozostawił po sobie kilkadziesiąt charakterystycznych słupów i krzyży. 
Wiódł życie wędrownego rzeźbiarza. Z nastaniem wiosny opuszczał dom z wózkiem wypełnionym narzędziami. Podczas wykonywania pracy mieszkał najczęściej u fundatora krzyża lub słupa. Jako materiału używał głównie grubych belek dębowych, rzadziej sosnowych, dostarczanych również przez fundatora. Pionowe drzewce wielometrowego słupa lub krzyża zdobił rzeźbami. Najczęściej figury były rzeźbione oddzielnie i przytwierdzane dużymi gwoździami do belki. Rzadziej rzeźbiarz wycinał rzeźby bezpośrednio w drzewcu krzyża. 
Najczęstszym motywem ikonograficznym była tematyka Wielkiego Tygodnia. Piętrowo ustawione, dochodzące do półtora metra wysokości rzeźby świętej Marii Magdaleny, Matki Boskiej, świętego Jana Ewangelisty, czasem jeszcze inne, adorowały umieszczonego nad nimi Chrystusa, nad którym często znajdował się jeszcze pelikan karmiący krwią małe. Tego typu słupy i krzyże nazywane są popularnie „bożą męką”. Po bokach słupa rzeźbiarz umieszczał świętych, patronów fundatora i jego rodziny. Szczególnie imponujące są słupy i krzyże zawierające po kilkanaście rzeźb, na przykład w Kani koło Grabowa nad Prosną. Nie wszystkie były tak okazałe, co zależało prawdopodobnie od zasobności chłopskich mecenasów Brylińskiego. Swoje prace rzeźbiarz upiększał polichromią, stosując żywe kolory. Malował nie tylko szaty postaci, ale również podkreślał barwą rysy twarzy.
Dzieła Pawła Brylińskiego oprócz monumentalnego wyglądu odznaczają się wysokim kunsztem artystycznym. W toku kilkudziesięcioletniej działalności rzeźbiarz wypracował własny styl, pozwalający łatwo odróżnić prace, które wyszły spod jego ręki. Charakteryzują się one dużym realizmem przedstawionych postaci, obfitą dekoracją, starannością wykonania detali. 
Rzeźbiarz cieszył się w południowej Wielkopolsce dużą sławą, stąd dzieło jego dłuta dodawało wsi splendoru. W okolicach Odolanowa i Ołoboku niemal w każdej wsi znajdował się krzyż lub słup autorstwa Brylińskiego. Swą trwającą czterdzieści pięć lat wędrówkę artystyczną (data 1840 wyryta jest na najstarszym znanym słupie pochodzącym z Ołoboku, a 1885 na krzyżu z Masanowa) rzeźbiarz zaznaczył ponad pięćdziesięcioma dziełami. Zmarł w 1890 roku. W ostatnich pięciu latach życia nie miał już sił zmagać się z potężnymi dębowymi klocami. Zajmował się struganiem zabawek, drobnych sprzętów, skrzypiec i fujarek. Został pochowany na cmentarzu przy dawnym kościele parafialnym pod wezwaniem świętego Jana Chrzciciela w Ołoboku. 
Artysta umieszczał często, najpewniej na życzenie fundatorów, inskrypcje zawierające ich nazwiska i daty powstania rzeźb. Nie sygnował natomiast dzieł własnym imieniem. Pamięć o twórcy zanikała, pozostały jednak jego dzieła. W czasie II wojny światowej wiele z nich zniszczyli okupanci niemieccy, którzy programowo niszczyli krzyże i kapliczki przydrożne w Polsce. Część poddała się warunkom atmosferycznym i upływowi czasu. Postać Pawła Brylińskiego wydobył z zapomnienia wielkopolski etnograf Stanisław Błaszczyk. Jeszcze w latach trzydziestych XX wieku podczas badań terenowych zauważył on specyficzny styl części wielofigurowych krzyży i słupów. Uznając je za dzieło jednego artysty, odnalazł w Masanowie potomków Brylińskiego i odtworzył z ich opowieści sylwetkę twórcy. 
Do dziś in situ zachowało się niewiele ponad dziesięć krzyży i słupów Brylińskiego. Kilka niekompletnych znajduje się w kościołach Odolanowa, Sokolnik i Ołoboku oraz w zbiorach Muzeum Etnograficznego w Poznaniu.